# Ацуги
Ацуги е град в Япония. Населението му е 225 204 жители (по приблизителна оценка към октомври 2018 г.), а площта му е 93,83 кв. км. Намира се в часова зона UTC+9. В близост до града се намира най-голямата военноморска база на САЩ на Тихия океан.